# Stazione di Exeter Centrale
La stazione di Exeter Centrale (in inglese Exeter Central railway station) è una stazione ferroviaria di Exeter, in Inghilterra.